# 王显 (北魏)
王显（5世纪？—515年），字世荣，北魏阳平郡乐平县（今山东省聊城市西）人。

## 生平
王显年轻时为本州从事。以医术知名。精于妇科，保胎有方。魏宣武帝元恪出生时得以顺产。后常为宫中诊治，补侍御师。后常为元恪治病。宣武帝即位后，以除六辅政及医护之功，任命他为刺史、太府卿、御史中尉等职。在职奉公执法，多所弹纠，百官肃然。还是参与营进御药。宣武帝下诏命王显撰写药方三十五卷，颁布天下，以治诸病。后为太子詹事，封卫国县伯。他以医术出入禁中，颇具威势，遭权贵忌恨。宣武帝崩，魏孝明帝即位，领军中军于忠诬称他侍疗无效为由，将他囚禁。削爵位，迁至朔州。他大呼冤枉，直阁伊盆生用刀镮撞其腋下，伤中吐血，至右卫府，一夜即死。